# Ipurbeltz
Ipurbeltz fue una revista española de periodicidad mensual en idioma vasco, editada por Erein, que existió desde 1977 hasta 2008. La publicación estaba destinada al público infantil y juvenil, y su objetivo era la difusión del euskera en la sociedad vasca a través del cómic y la literatura. Permitió así un primer desarrollo del cómic en la región junto a la editorial Ikusager (1979) y otras revistas como Euzkadi Sioux (1979) y sobre todo Habeko Mik.

## Trayectoria
La revista nació en 1977 en San Sebastián, en plena expansión de las ikastolas y de transmisión del idioma vasco durante la Transición. Junto con el nacimiento de prensa y radio, surgió una revista didáctica de historieta íntegramente en euskera, que compartía mercado con otras publicaciones de cómic. Aunque en un principio sólo contaba con cómic en sus páginas, pronto se fijó en el ambiente escolar e introdujo cuentos, relatos y ficción en euskera unificado, con una distribución en los centros escolares del País Vasco. En ella colaboraron firmas como Anjel Lertxundi, Julen Lizundia, Antton Olariaga, Jon Zabaleta, Manu Ortega, Miguel Berzosa o Juan Luis Landa entre otros.
Tras 31 años de existencia, 362 números y una tirada mensual de 2.500 ejemplares, Erein cerró la revista. El último número de Ipurbeltz se publicó en junio de 2008.